# بیون یو-هان
بیون یو هان (کره‌ای: 변요한؛ زادهٔ ۲۹ آوریل ۱۹۸۶) بازیگر اهل کره جنوبی است. او بیشتر به خاطر ایفای نقش در مجموعه‌های تلویزیونی میسنگ: زندگی ناتمام (۲۰۱۴)، شش اژدهای پرنده (۲۰۱۵–۲۰۱۶) و آقای آفتاب (۲۰۱۸) شناخته می‌شود. او در فیلم‌هایی همچون کتاب ماهی (۲۰۲۱) و هانسان: خیزش اژدها (۲۰۲۲) حضور پیدا کرده‌است.